# Loevestein, Pompveld & Kornsche Boezem
Loevestein, Pompveld & Kornsche Boezem is een Nederlands Natura 2000-gebied dat bestaat uit aparte deelgebieden.
Rond Slot Loevestein (niet het slot zelf, delen van Bommelerwaard/Munnikenland van Staatsbosbeheer) plus zuid van de N322 en de N267 het Pompveld, plus, bij de buurtschap Korn, de Kornse Boezem.
De gebiedsdelen liggen in de provincies Gelderland en Noord-Brabant, op het grondgebied van de gemeenten  Altena en Zaltbommel.
Loevestein, Pompveld & Kornsche Boezem' heeft geen directe aangrenzende Natura 2000-gebieden.